# Ian Roudzoutak
Ian Ernestovitch Roudzoutak (en russe : Ян Эрнестович Рудзутак ; en letton : Janis Rudzutaks), né le 3 août 1887 à Kuldīga (le 15 août dans le calendrier grégorien) et mort fusillé le 29 juillet 1938 à Moscou, est un révolutionnaire bolchévique et homme politique soviétique.

## Biographie

### Jeunesse
Né à Kuldīga dans le gouvernement de Courlande en Lettonie, Roudzoutak est issu d'une famille paysanne. Après deux ans d'école paroissiale il commence à travailler en gardant des troupeaux de cochons, puis part à Riga à 16 ans comme ouvrier métallurgiste.
En 1905, à 18 ans, il rejoint le Parti social-démocrate du travail letton, puis est arrêté deux ans plus tard en 1907 du fait de ses convictions politiques : il est condamné à 10 ans de bagne. Il purge une partie de sa peine dans la ville de Riga, avant d'être transféré à la prison de la Boutyrka, il y restera jusqu'à la révolution de Février.
D'abord dirigeant syndical, il rejoint ensuite l'appareil du Parti bolchevik après le coup d'état de Lénine :

### Carrière au sein du parti
À partir de 1918, Roudzoutak commence à travailler dans l'administration de l'eau de l'État, et en devient le chef. Dans le chaos de la guerre civile, il organise les convois d'approvisionnement alimentaire le long de la Volga. En novembre 1919 il part pour Tachkent, dans ce qui était alors le « Turkestan russe » (les Républiques actuelles d'Asie centrale n'avaient pas encore été créées) où il est commissaire politique chargé de soviétiser et de désislamiser les populations locales, qui résistent avec acharnement à l'Armée rouge. En mars 1920 il est élu au Comité central. Il est nommé président du Bureau d'Asie centrale en 1921, poste qu'il occupe jusqu'en 1924. En 1921 il est réélu au comité avec 467 voix (soit neuf voix de plus que pour Staline, qu'il soutient).
La même année, il est blâmé avec Tomski lors du congrès des syndicats pour ne pas avoir bloqué une résolution de David Riazanov, qui défendait l'élection des dirigeants syndicaux par leurs membres et non par le parti. En avril 1921 il repart à Tachkent avec Tomski pour organiser la création de la République socialiste soviétique autonome du Turkestan. En avril 1922 il fait partie de la délégation soviétique à la conférence de Gênes, avec le commissaire du peuple aux Affaires étrangères Gueorgui Tchitcherine. Il revient à Moscou en 1923 pour être l'un des trois secrétaires du Comité central. Il devient membre du Politburo en 1923 en tant que membre suppléant, puis en 1927 en qualité de membre titulaire.
Commissaire du Peuple au travail puis aux transports, Roudzoutak, dont Staline se méfie de plus en plus, est rétrogradé de membre titulaire à membre suppléant en 1934 puis arrêté en 1937 sans doute à cause de son opposition déclarée aux « grandes purges » qui commencent. Jugé à huis clos par le NKVD, il est aussitôt exécuté. Il sera réhabilité en 1956 lors de la « déstalinisation ».

## Citation
Roudzoutak a été cité par Khrouchtchev dans son célèbre rapport secret de 1956. Devant les délégués médusés, il présenta la déclaration faite par l'accusé vingt ans plus tôt : 

« La seule demande [que Roudzoutak] ait faite au tribunal est que le Comité central du parti communiste (bolchevik) de l'Union soviétique soit informé qu'il existe au NKVD un centre, non encore liquidé, qui fabrique artificieusement des procès, qui oblige des personnes innocentes à passer des aveux ; il n'y a aucun moyen de prouver sa non-participation à des crimes attestés par les aveux de diverses personnes. Les méthodes d'instruction sont telles qu'elles obligent les gens à mentir et à calomnier entièrement des personnes innocentes en plus de celles qui sont déjà accusées. Il demande à la cour d'être autorisé à mettre le Comité central du parti communiste (bolchevik) de l'URSS au courant de ces faits par écrit. Il assure le tribunal qu'il n'a personnellement jamais eu de mauvais desseins à l'égard de la politique de notre Parti car il avait toujours été d'accord avec la politique du Parti dans tous les domaines de l'activité économique et culturelle. »

Khrouchtchev indiqua alors qu'il n'avait pas été tenu compte de cette déclaration alors même que les responsabilités de l'accusé, avant son arrestation, pouvaient donner quelque crédibilité à ses propos. Pire encore, non seulement Staline refusa de l'écouter, mais la sentence, prononcée en vingt minutes, fut immédiatement suivie de son exécution.